# Palais Trauttmansdorff (Vienne)
 (mai 2024).

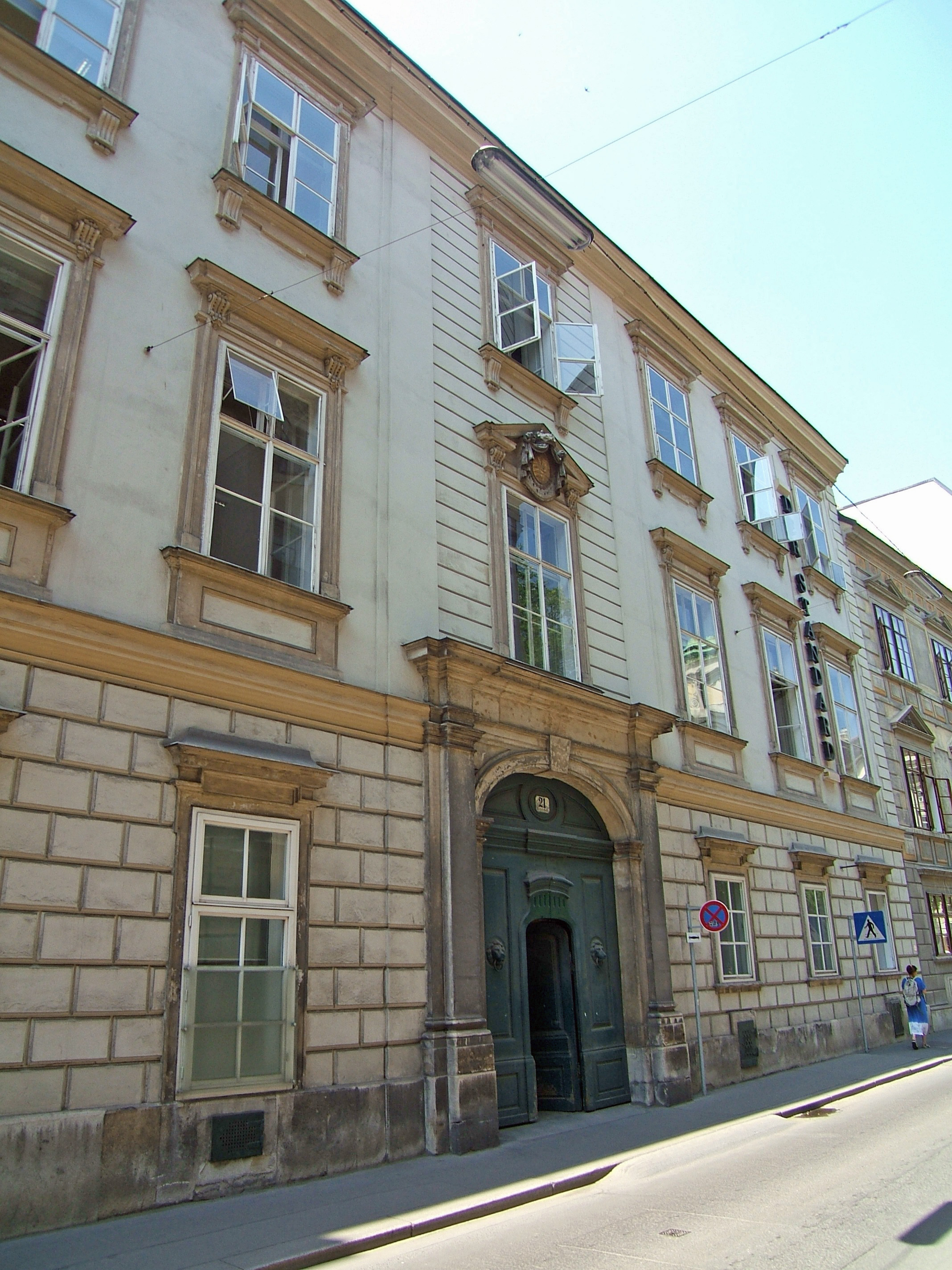
Palais Trauttmansdorff dans la Herrengasse à Vienne

Le palais Trauttmansdorff est un palais classé de Vienne, situé dans le centre historique, au 21 de la Herrengasse.

## Histoire
Le bâtiment baroque à six axes a été construit au milieu du XVIIe siècle. Initialement construit sur deux étages, il sera agrandi au XIXe siècle et modifié en style classique. Il y a encore des murs médiévaux au sous-sol. L'aile donnant sur la Schenkenstrasse a été construite entre 1834 et 1838.
De 1639 à 1940, le palais appartenait à des membres de la famille comtale ou princière Trauttmansdorff (en Autriche jusqu'en 1919). La propriété a été acquise par Maximilian von und zu Trauttmansdorff, un haut diplomate impérial, après son installation en 1627. En 1966, la compagnie d'assurance incendie de Basse-Autriche acquiert le palais et le loue.
Le palais Batthyány au numéro 19 et le palais Porcia au numéro 23 lui sont limitrophes, ainsi que la place de la vieille ville appelée Freyung.